# Formica ferocula
Formica ferocula es una especie de hormiga del género Formica, familia Formicidae. Fue descrita científicamente por Wheeler en 1913.
Se distribuye por los Estados Unidos. Mide 5-6,6 milímetros de longitud. Se encuentra en zonas y campos abiertos.